# Kystlink

Logo des Unternehmens

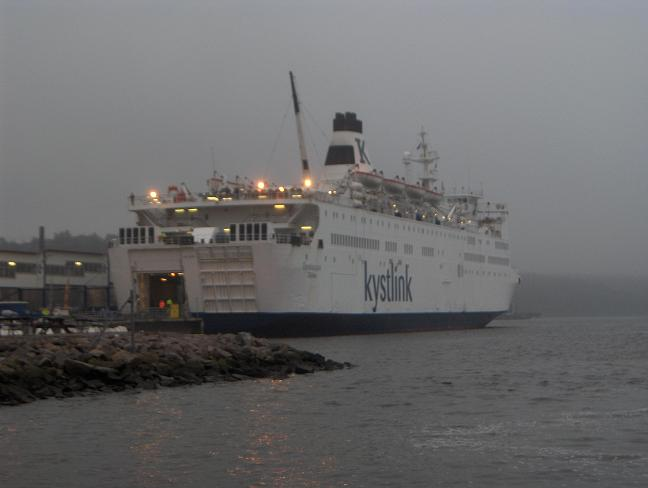
Kongshavn in Strömstad

Kystlink war eine norwegische Reederei, die zwei Fährlinien zwischen der dänischen Stadt Hirtshals und dem norwegischen Langesund (seit 2002) sowie Langesund und dem schwedischen Hafen Strömstad (seit November 2006) betrieb. Zum 21. Oktober 2008 wurde der Fährbetrieb auf Grund finanzieller Schwierigkeiten eingestellt.
Zwischen 1998 und Mai 2005 machte sich Kystlink vor allem einen Namen als „Truckerfähre“, die kostengünstig Lkw zwischen Dänemark und Norwegen transportierte. Pkw und Wohnmobile spielten eine untergeordnete Rolle.
Als Ersatz für die Boa Vista wurde ab 2004 die Envoy eingesetzt. Im Mai 2005 charterte Kystlink von der griechischen Reederei GA Ferries die Alkmini A, die zwischen 1983 und 1996 als Stena Jutlandica zwischen Göteborg und Frederikshavn und zwischen 1996 und 2004 als Stena Empereur bzw. Pride of Provence zwischen Calais und Dover eingesetzt wurde. Die Alkmini A wurde unter dem Marketingnamen Pride of Telemark zwischen Hirtshals und Langesund installiert. Im Oktober 2005 wurde das Schiff für Kystlink registriert und offiziell in Pride of Telemark umgetauft; später fuhr das Schiff unter norwegischer Flagge.
Am 11. September 2007 lief die Pride of Telemark nach einem Stromausfall im Hafen von Hirtshals manövrierunfähig auf die Hafenmole. Bei der Kollision wurde das Unterwasserschiff beschädigt. Die Fähre kam gerade noch bis zum Anleger der Color Line, wo das Vorschiff auf Grund lief. An Bord waren 150 Passagiere sowie 64 Besatzungsmitglieder. Das Schiff wurde evakuiert, niemand wurde verletzt. Bis zur Abdichtung des Lecks in der Pride of Telemark wurden minütlich 30.000 Liter Wasser abgepumpt.
Am 13. September 2007 wurden die noch an Bord verbliebenen Pkw und Lkw von der Fähre gebracht. Das Schiff wurde anschließend vom Color-Line-Anleger auf einen anderen Liegeplatz geschleppt, wo es notdürftig repariert und bis zum 25. September 2007 auf die Überführung in die Werft wartete. Die Schadensuntersuchung fand schließlich in der Cityvarvet in Göteborg statt. Dort wurde das Schiff zum Totalverlust erklärt, aber ab November des Jahres in Frederikshavn für etwa 10 Millionen Euro repariert. Kystlink wurde auf der Suche nach einem Ersatzschiff, um kurzfristig wieder den Fährverkehr aufnehmen zu können, fündig. Die Fantaasia, zuvor im Dienst der estnischen Reederei Tallink, konnte gechartert werden und war seit Dezember 2007 im Einsatz. Im Frühjahr 2008 wurde das Schiff dann gekauft und unter dem Namen Kongshavn eingesetzt.
Die Reederei geriet im Herbst 2008 in finanzielle Schwierigkeiten und erklärte am 3. Oktober 2008, dass der Fährbetrieb zum 31. Oktober 2008 eingestellt wird, sofern kein neuer Investor gefunden wird, der bereit ist, rund sechs Millionen Euro zu investieren. Am 20. Oktober kündigten sie die Einstellung des Fährbetriebs zum 21. Oktober an, da kein Investor gefunden werden konnte.
Am 2. Juli 2009 meldete die norwegische Zeitung „Fædrelandsvennen“, dass die neu gegründete dänische Reederei Thyferries die Fähre Pride of Telemark von der Kystlink-Muttergesellschaft Boa RoRo A/S (Taubåtskompaniet A/S) von 2010 bis 2014 gechartert hat, um mit ihr ab etwa Mai 2010 die Fährpassage Hanstholm-Kristiansand zu befahren. Mangels Finanzierung kam es nicht zum Verkauf, sodass das Schiff, das nach der Reparatur in verschiedenen norwegischen Häfen aufgelegt war, im Herbst 2011 zum Abwracken nach Alang verkauft wurde.